# IHG・ANA・ホテルズグループジャパン
IHG・ANA・ホテルズグループジャパン合同会社（アイエイチジー・エーエヌエー-）は、日本のホテル事業者。インターコンチネンタルホテルズグループ（IHG）とANAホールディングスの合弁企業である。
IHG・ANA・ホテルズとして、日本国内とミクロネシアで｢インターコンチネンタル｣、｢クラウンプラザホテル｣、｢ホリデイ・イン｣、「ホリデイ・イン リゾート」、「ホリデイ・イン エクスプレス」、「キンプトン」、「ホテルインディゴ」、「voco」の6つのブランドのホテルを展開している。かつては韓国も管轄していたが、IHG内における区域変更に伴い、現在は管轄外となっている。
元々は全日本空輸（ANA）グループの株式会社ANAホテルズ＆リゾーツであり、全日空ホテルズを運営していたが、2006年（平成18年）にIHGとの合弁となった。現在は「全日空ホテルズ」や「ANAホテルズ」は存在していない。

## 概説
ANAは自社航空旅客路線の就航地に全日空ホテルズとして、ホテル事業を1973年（昭和48年）に設立した子会社「全日空エンタプライズ株式会社」を通じて展開した。かつては日本国内のみならず、就航地とそれ以外の欧米、東南アジア、オーストラリアの複数の都市でも現地ホテル企業とマネジメント契約を締結してチェーン展開していたが、この海外部門が利用客の伸び悩みとコスト高から多くの不採算を抱えたため、1999年（平成11年）よりANAの中期経営計画で海外ホテルズの縮小（マネジメント契約撤退・売却）と、エンタプライズ社に残された各ホテルのオペレーション機能（経営・建物所有・マネジメント）を以下の通りそれぞれ分割し別会社に移管させ、同社は2003年（平成15年）9月に解散した。
株式会社ANAホテルズ＆リゾーツ1989年（平成元年）設立。全日空ホテルズの運営統括、及び各ホテルのマネジメントを手がける。2006年11月より「IHG-ANA合同会社」へ組織変更。
IHG-ANA発足までの札幌・東京・沖縄などANA直系のホテル運営企業はANAの子会社であった。
ANAホテルズマネジメント株式会社チェーンホテル経営企業への出資企業として2001年（平成13年）設立。IHG-ANA発足後はIHG-ANA合同会社へ継承した。
エー・エヌ・エー・プロパティマネジメント株式会社全日空ホテル（一部）の不動産所有企業。1999年設立。後述の城山プロパティーズに売却されたか等は不明。

### インターコンチネンタルグループとの合弁化
2005年（平成17年）ごろよりANAは、本業である航空運送業へ経営資源を集中させる狙いから、有益な物件を抱えたホテル事業を同業者へ売却することの検討に入り、2006年（平成18年）10月23日にインターコンチネンタルホテルズグループとの提携で合意したと発表した。合弁のスキームは、
- 「ANAホテルズ&リゾーツ」を、2006年（平成18年）11月30日に「IHG・ANAホテルズグループジャパン合同会社」 (LLC) に組織変更し、旧 株式会社全日空ホテルズ＆リゾーツの組織は新会社に吸収された。2006年（平成18年）12月1日付で増資を行い、IHG74%、ANA25%、IHG・ANA・ホテルズホールディングス株式会社（IHG66%、ANA34%出資）1%の出資持分とする[PR 2]。

これによってANAとの関係を維持しつつ、IHGがホテルズ運営の実権を握る形となった。
2007年4月1日に旧東京全日空ホテルのANAインターコンチネンタルホテル東京への共同ブランド化を皮切りに、2017年（平成29年）12月までに29のホテルが全日空ホテルとIHGの｢インターコンチネンタル｣、｢クラウンプラザ｣あるいは｢ホリデイ・イン｣と共同ブランド化され、最後まで残った松山全日空ホテルも2018年（平成30年）11月にリブランドされ、｢ANAホテル（全日空ホテル）｣ブランドは消滅した。

### 外資系投資銀行への自社系ホテル売却
IHG-ANA体制となった翌年の2007年（平成19年）4月に、ANAが直系（ANAグループ）として経営にあたった13ホテルの不動産物件と運営企業をモルガン・スタンレーへ売却し、B787を中心とした新機材投入などの設備投資資金に充当することを発表し、同年6月までにモルガン・スタンレーの特定目的会社である有限会社城山プロパティーズへ2813億円で売却した。日本国内の不動産売買金額としては過去最大規模で、1500億円程度の簿価を差し引いた売却益は約1300億円に上り、実体経済や不動産証券化ビジネスが好景気であったことが反映されている。
買収に伴い、モルガン・スタンレーが買収した各ホテルの運営企業はモルガン・スタンレー系のパノラマ・ホスピタリティが新規に設立した「株式会社パノラマ・ホテルズ・ワン」へ一旦は一本化されることになったが、その後は株式会社パノラマ・ホテルズ・ワン、株式会社ホライズン・ホテルズ、株式会社セントラル・ホテルズの3社に分社化された。モルガン・スタンレー系の施設は順次売却による資本撤退が進められ、2015年7月に株式会社ホライズン・ホテルズを星野リゾートへ売却したのをもって、他の運営企業への譲渡が完了した。

## ホテル会員・ポイントサービス制度
会員制度 ： IHG One Rewards ※旧IHG Rewards。IHGのホテルロイヤリティープログラム

## グループホテル

### ブランド
IHG・ANA・ホテルズグループのホテルカテゴリーは以下の通り。
日本国内の旧：全日空ホテルズおよび、統合前の英国IHGがチェーン展開していた日本国内のIHGホテル
- InterContinental（インターコンチネンタル）
- ANA InterContinental（ANAインターコンチネンタル）
- ANA Crowne Plaza（ANAクラウンプラザホテル）
- ANA Hotel（全日空ホテル）- すでに他のブランドへ移管され、ブランドは存在しない。
- ANA Holiday Inn（ANAホリデイ・イン）
- ANA Holiday Inn Resort（ANA ホリデイ・イン リゾート）
- Holiday Inn（ホリデイ・イン） - 日本では一時撤退していたが2016年11月に「ホリデイ・イン大阪難波」がオープン。
- Holiday Inn Express（ホリデイ・イン  エクスプレス） - 日本では一時撤退していたが2021年12月に「ホリデイ・イン エクスプレス大阪シティセンター御堂筋」がオープン
- Hotel Indigo（ホテルインディゴ）
- Kimpton（キンプトン）
- Six Senses（シックスセンシズ）
- Regent（リージェント）
- voco（ヴォコ） - ラテン語で「招待する」「呼び集める」という意味を持つIHGプレミアム・コレクションのライフスタイルホテルブランド。日本では2023年5月開業の「voco大阪セントラル」が初となる。
- Vignette Collection（ヴィニェット コレクション） - 独立系ホテル。日本では2023年6月に加盟したリーガロイヤルホテル（大阪）が改装完了後リーガロイヤルホテル大阪 ヴィニェットコレクションとリブランドし、同コレクションホテルの日本一号店となった。
- Garner（ガーナー） - ミッドスケールブランド。日本では2025年1月に大阪に3箇所（大阪本町駅、大阪本町御堂筋、大阪本町北船場）旧ホテルWBF3件をリブランドオープンするのが最初となる。

IHG・ANA・ホテルズグループジャパン合同会社はIHG・ANAと以下略記する。

### 日本国内

#### 北海道

ANAクラウンプラザホテル札幌

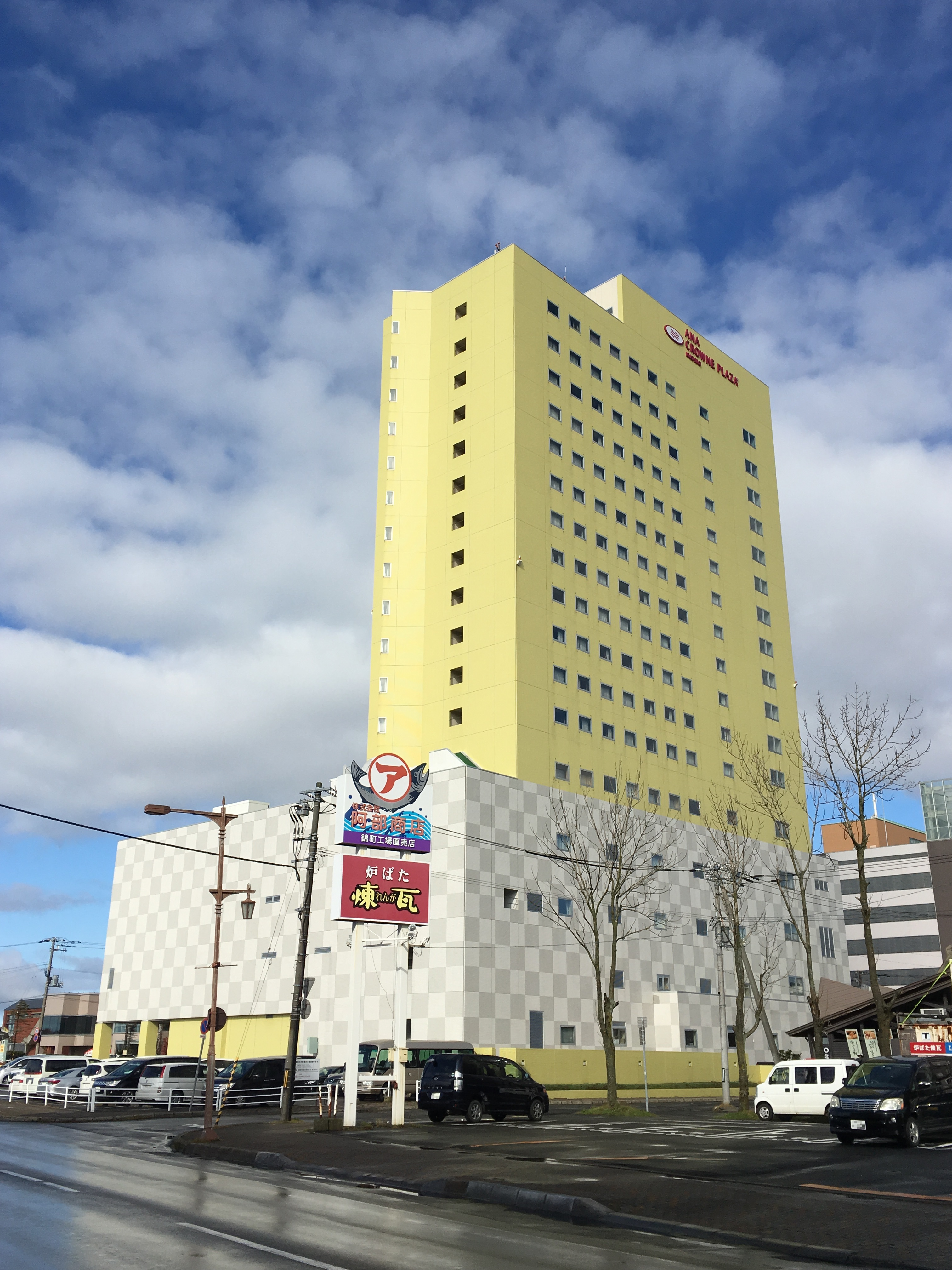
ANAクラウンプラザホテル釧路

- ANAクラウンプラザホテル札幌
【経営】株式会社札幌ホテルマネジメント【運営】IHG・ANA 【契約】マネジメント
全日空ホテルズの1号店で「札幌全日空ホテル」として1974年6月開業。JA北海道共済連が所有する「新共済ビル」をほぼ一棟借りしている。建物の正面（北5条手稲通）向かいに北農ビルなどJA系の建物が点在している。
2017年（平成29年）12月1日にANAクラウンプラザホテル札幌へリブランド。
- ANAホリデイ・イン札幌すすきの
【経営】株式会社タスク【運営】IHG・ANA 【契約】マネジメント
2014年（平成26年）4月、「ラマダホテル札幌」からリブランド[PR 4]。
- ANAクラウンプラザホテル千歳
【経営】GHS株式会社 【運営】IHG・ANA 【契約】マネジメント
1997年（平成9年）5月に「千歳全日空ホテル」として開業。道内で唯一全日本空輸グループが自己所有する物件であった。築年数が経過した札幌よりも価格設定が高い。2007年（平成19年）11月12日にリブランド。2017年（平成29年）4月28日に新館が開業[2]。
- ANAクラウンプラザホテル釧路
【経営/運営】 株式会社釧路ホテルマネジメント 【契約】フランチャイズ
1993年（平成5年）5月に「釧路全日空ホテル」として開業。フジタ建物（フジタ子会社）が家主としてフランチャイズしていたが、2006年6月より経営権がゴールドマン・サックス出資の有限会社日本ホテルインベストメントから、2011年8月よりGHS株式会社（大阪市）に異動後、2015年に同社オーナーが設立した有限会社釧路ホテルマネジメント（本社　釧路市）へ更に異動。現在は改組して株式会社釧路ホテルマネジメント（本社　釧路市）となっている。北海道放送のお天気カメラが屋上に設置され、札幌の本局で遠隔操作されている。2013年（平成25年）8月1日にリブランド。

#### 東北

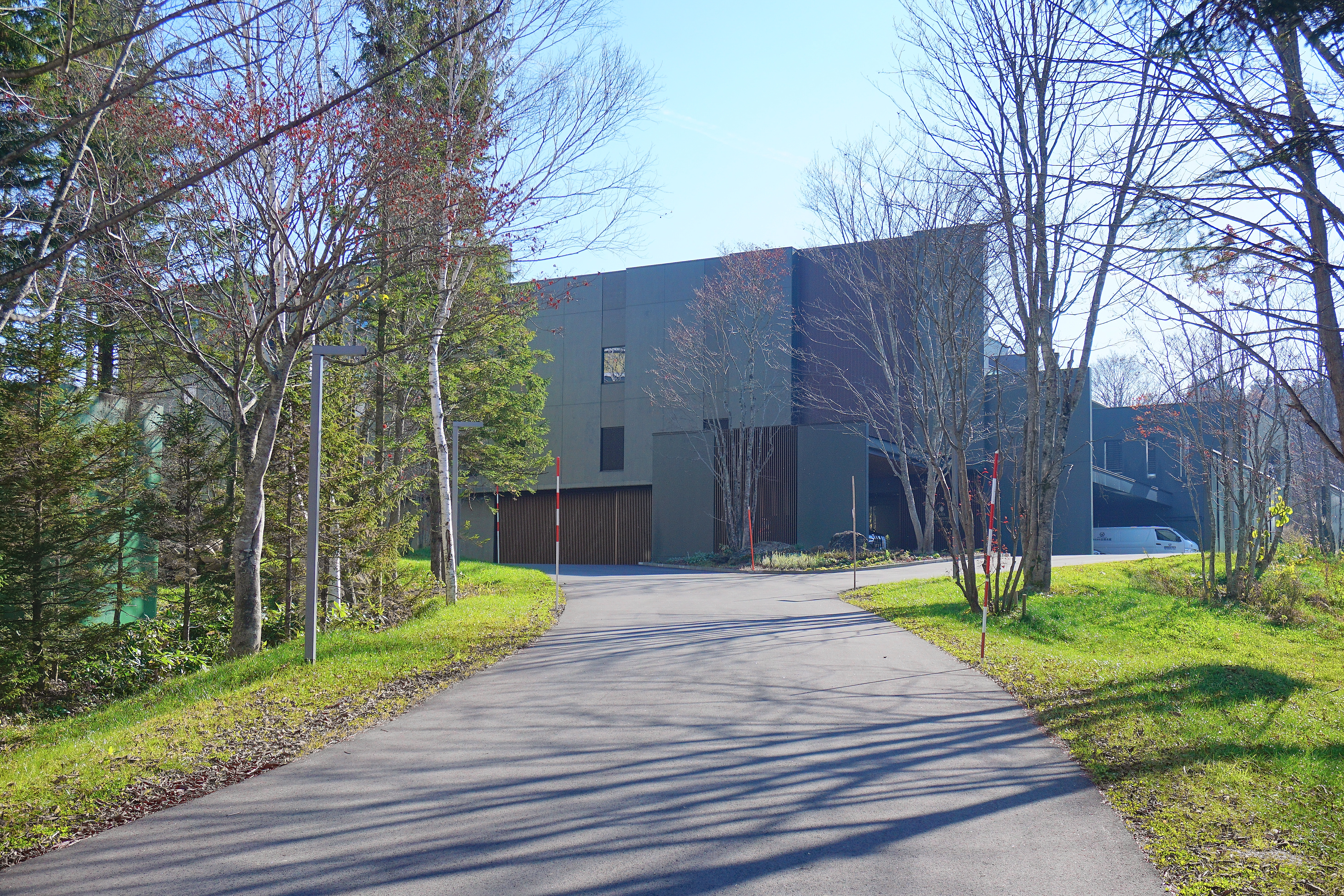
ANAインターコンチネンタル安比高原リゾート

- ANAホリデイ・イン仙台
【経営】株式会社福田商会 ホテル事業部 【運営】IHG・ANA 【契約】マネジメント
2001年（平成13年）7月20日に「ホリデイ・イン仙台」として開業。2010年（平成22年）7月に運営委託をIHG・ANAに切り替え、「ANA ホリディ・イン」の一号店としてリブランドが行なわれた。

- ANAクラウンプラザリゾート安比高原
- ANAホリデイ・インリゾート安比高原
- ANAインターコンチネンタル安比高原リゾート
【経営/運営】株式会社岩手ホテルアンドリゾート 【契約】フランチャイズ
2021年（令和3年）12月16日に開業。ホテル安比グランドを「ANAクラウンプラザリゾート」、安比ヒルズ白樺の森と安比高原温泉ホテルを「ANAホリデイ・インリゾート」にリブランド。2022年2月、新設の「ANAインターコンチネンタル安比高原リゾート」を開業。[PR 5]

- ANAクラウンプラザホテル秋田
【経営】株式会社アビラ 【運営】IHG・ANA 【契約】マネジメント
2021年（令和3年）12月12日に開業。秋田ホテル (2021年4月までは秋田ビューホテル) からリブランド

#### 関東

ANAクラウンプラザホテル成田

ANAインターコンチネンタルホテル東京（アークヒルズ内）

- ANAクラウンプラザホテル成田
【経営】CP成田株式会社 【運営】IHG・ANA 【契約】マネジメント
1989年（平成元年）6月16日に成田全日空ホテルとして開業[3]。2007年（平成19年）12月17日にリブランド[4]。
開業からモルガンへの売却前までは成田地区の機内食製造子会社である（株）成田全日空エンタプライズ（後にエーエヌエーホテル成田へ改称、2005年に機内食事業をANACへ事業分割）のホテル部門として経営されており、同社の機内食工場に隣接した場所に立地する。同様のケースに成田エアポートレストハウスがある。2013年（平成25年）末にモルガンよりGHS株式会社に再度売却の後、2016年（平成28年）に三たびオーナーシップの変更があり、現在に至る。
- ANAインターコンチネンタルホテル東京
【経営】ザ・ホテリエ・グループ赤坂株式会社 【運営】IHG・ANA 【契約】マネジメント
- ストリングスホテル東京インターコンチネンタル
【経営】株式会社ベストグローバル 【運営】IHG・ANA 【契約】マネジメント
- ホテルインターコンチネンタル東京ベイ
【経営/運営】 株式会社ベストホスピタリティーネットワーク 【契約】フランチャイズ
- キンプトン新宿東京
【経営】 株式会社ベストライフスタイル 【運営】IHG・ANA【契約】マネジメント
2020年10月2日開業。キンプトンホテルズ&レストランツとしては、日本初進出となる。IHGは今後、キンプトンのさらなる国内展開も検討していく、としている。[PR 6][5]
- ヨコハマグランドインターコンチネンタルホテル、インターコンチネンタル横浜Pier8
【経営/運営】株式会社横浜グランドインターコンチネンタルホテル 【契約】フランチャイズ
- ホテルインディゴ箱根強羅（神奈川県箱根町）
【所有】大和ハウス工業　【経営】GHS株式会社【運営】IHG・ANA 【契約】マネジメント
2020年1月開業。ライフスタイル型のブランドと位置づけられる「ホテルインディゴ」の日本初進出となる[6]。
- ANAホリデイ・イン東京ベイ
【経営/運営】 ベストホスピタリティーネットワーク 【契約】フランチャイズ
2025年4月24日に、旧第一ホテル東京シーフォートを改装して開業。

#### 中部

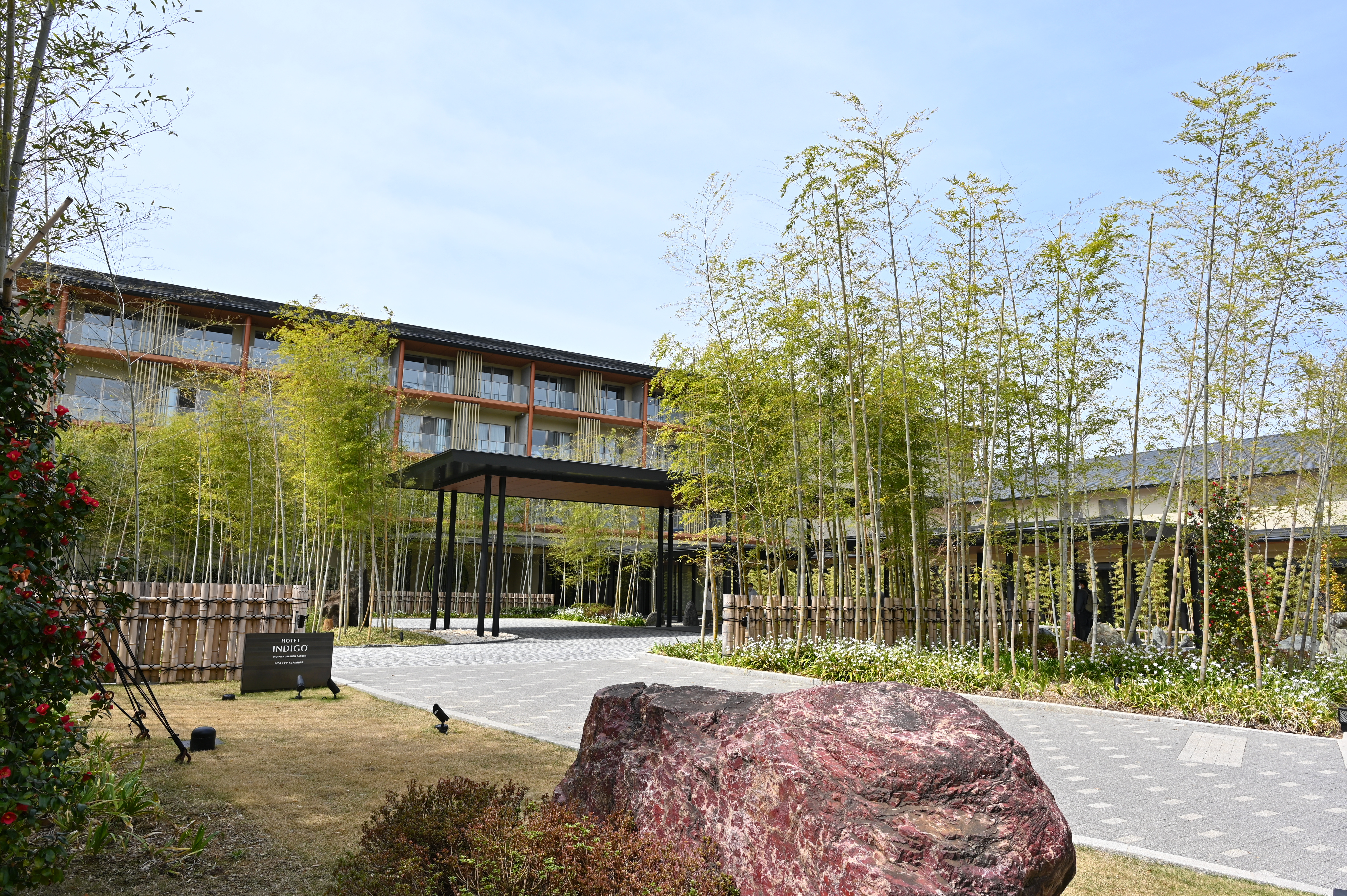
ホテルインディゴ犬山有楽苑

- ANAクラウンプラザホテル新潟
【経営】ホテル新潟（リンコーコーポレーション傘下）【運営】IHG・ANA 【契約】マネジメント
2008年（平成20年）12月1日に「ホテル新潟」よりリブランド。以前は同ホテルの近隣に所在する「万代シルバーホテル」もIHG・ANAグループに加盟していた（詳細は後述）。
- ANAクラウンプラザホテル富山
【所有】星野リゾート・リート投資法人　【経営】ホライズン・ホテルズ（星野リゾートグループ） 【運営】IHG・ANA 【契約】マネジメント
1999年（平成11年）8月開業。2007年（平成19年）に「富山全日空ホテル」よりリブランド。
- ANAクラウンプラザホテル金沢
【所有】星野リゾート・リート投資法人　【経営】ホライズン・ホテルズ（星野リゾートグループ）　【運営】IHG・ANA 【契約】マネジメント
1990年（平成2年）5月開業。2007年（平成19年）に「金沢全日空ホテル」よりリブランド。
- ANAホリデイ・イン金沢スカイ
【経営】金沢スカイホテル（名鉄グループ傘下） 【運営】IHG・ANA 【契約】マネジメント
2014年（平成26年）3月1日に「金沢スカイホテル」より名称を変更しリブランド。名鉄グループのホテルでは初めてとなるホリデイ・インブランド。
- ANAホリデイ・インリゾート信濃大町くろよん
【経営】関電アメニックス 【運営】IHG・ANA 【契約】マネジメント
2020年（令和2年）7月1日にリーガロイヤルホテルグループの「くろよんロイヤルホテル」より名称を変更しリブランド[PR 7]。国内2軒目のホリデイ・インリゾートブランド。
- ANAクラウンプラザホテルグランコート名古屋
【経営/運営】ホテルグランコート名古屋 【契約】フランチャイズ
2010年（平成22年）10月1日に「全日空ホテルズ ホテルグランコート名古屋」より名称を変更。
- ホテルインディゴ犬山有楽苑（愛知県犬山市）
【経営】名古屋鉄道【運営】IHG・ANA 【契約】マネジメント
2022年3月1日開業[PR 8]。中部圏では初の「ホテルインディゴ」ブランドとなる。
- ホテルインディゴ軽井沢（長野県軽井沢町）
【経営】東京センチュリー【運営】IHG・ANA 【契約】マネジメント
2022年2月17日開業。[PR 9]

#### 近畿

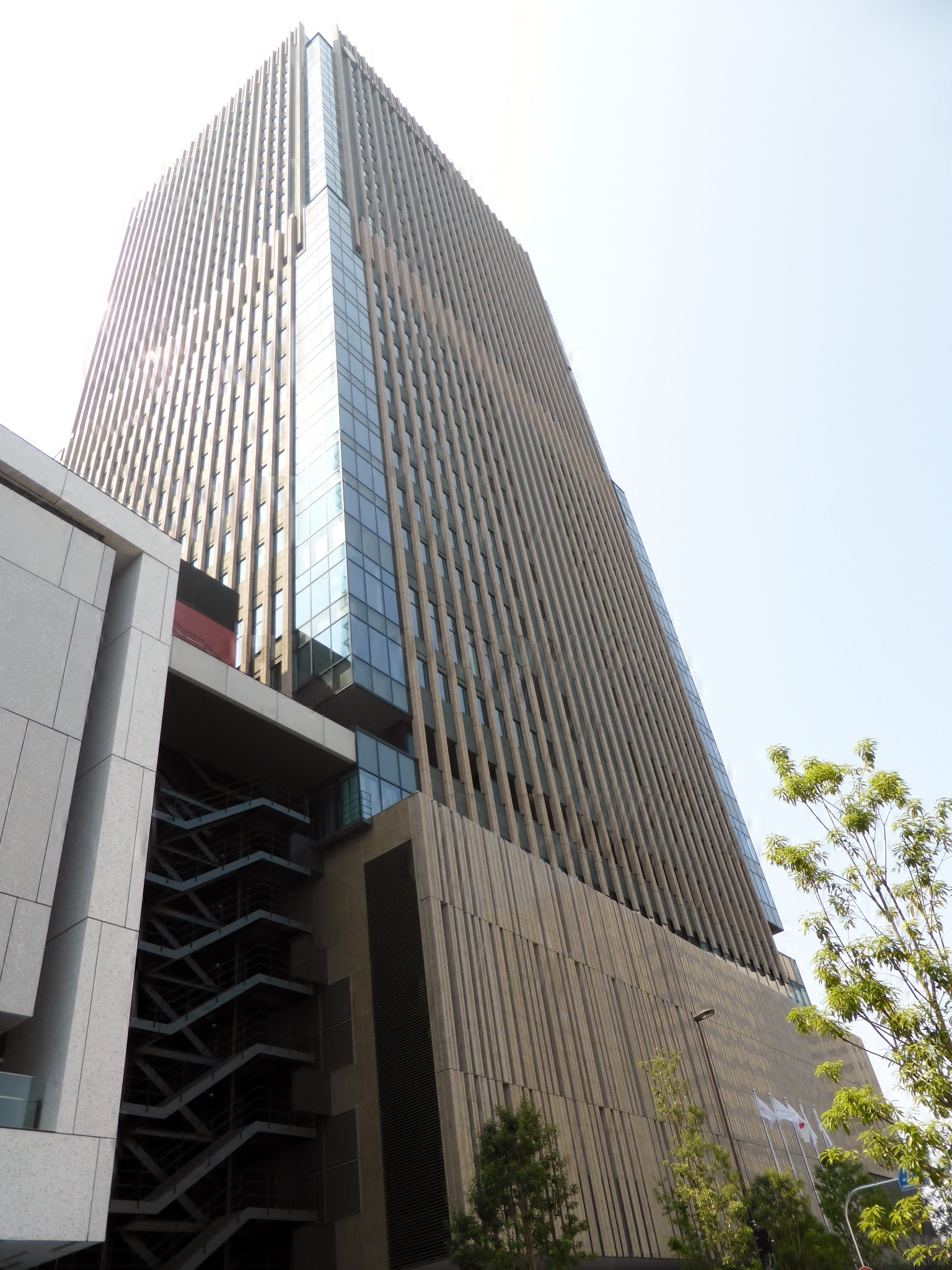
ANAクラウンプラザホテル京都
【経営/運営】裕進観光 【契約】フランチャイズ
1986年（昭和61年）6月開業。2013年（平成25年）2月1日に「京都全日空ホテル」よりリブランド。
- インターコンチネンタルホテル大阪
【経営】IHG Japan Management 合同会社 【運営】IHG Japan Osaka 合同会社
2013年6月5日開業。世界中でも数少ないIHG直営。
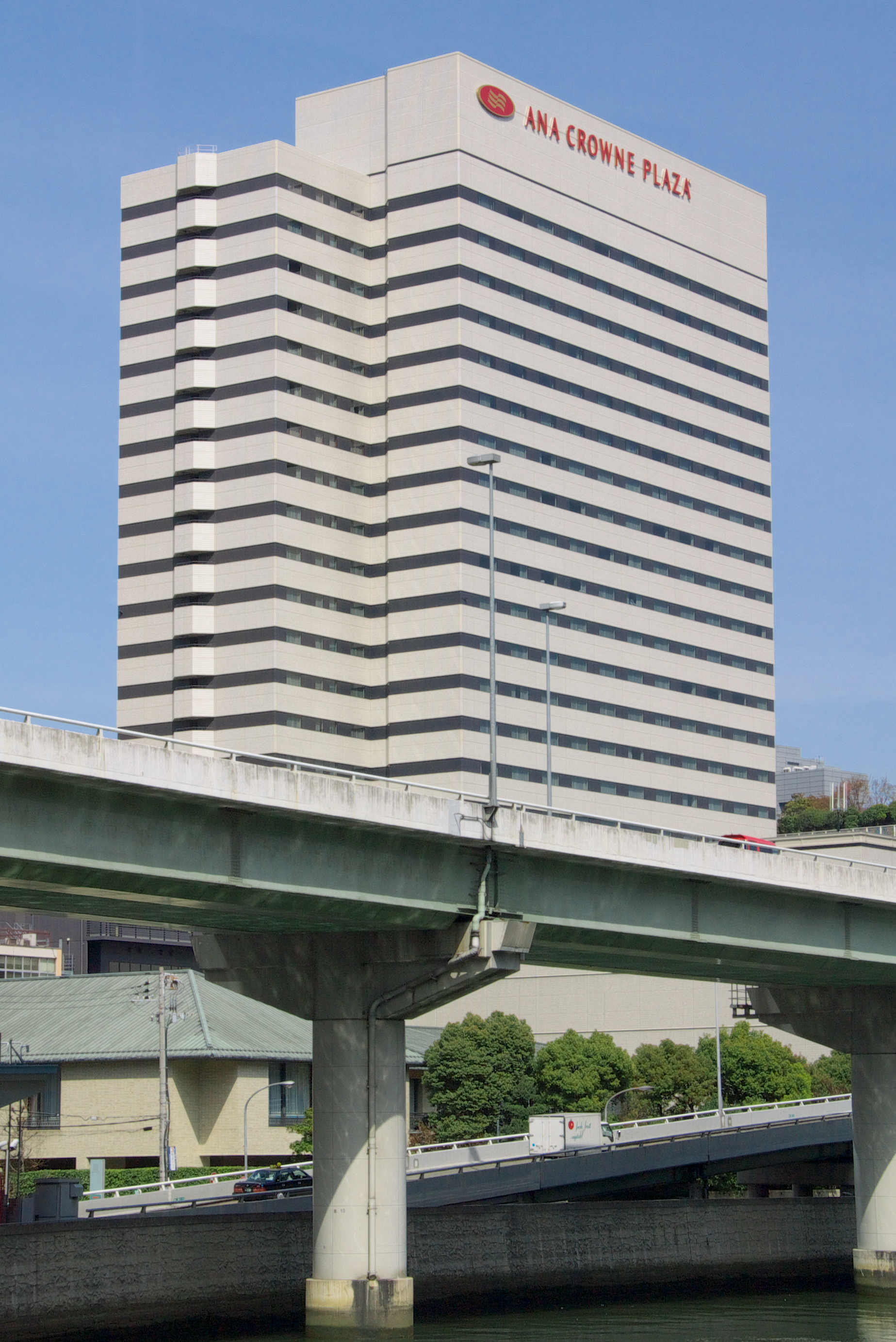
ANAクラウンプラザホテル大阪
【所有】ダイビル、【経営】GHS株式会社 【運営】IHG・ANA 【契約】マネジメント
2008年（平成20年）10月1日に大阪全日空ホテルよりリブランド。開業時から1995年（平成7年）3月までは「大阪全日空ホテル シェラトン」と称していた。
かつてホテルの敷地には大阪テレビ放送の社屋・スタジオがあり、朝日放送に合併後も1966年（昭和41年）まで使われていた。
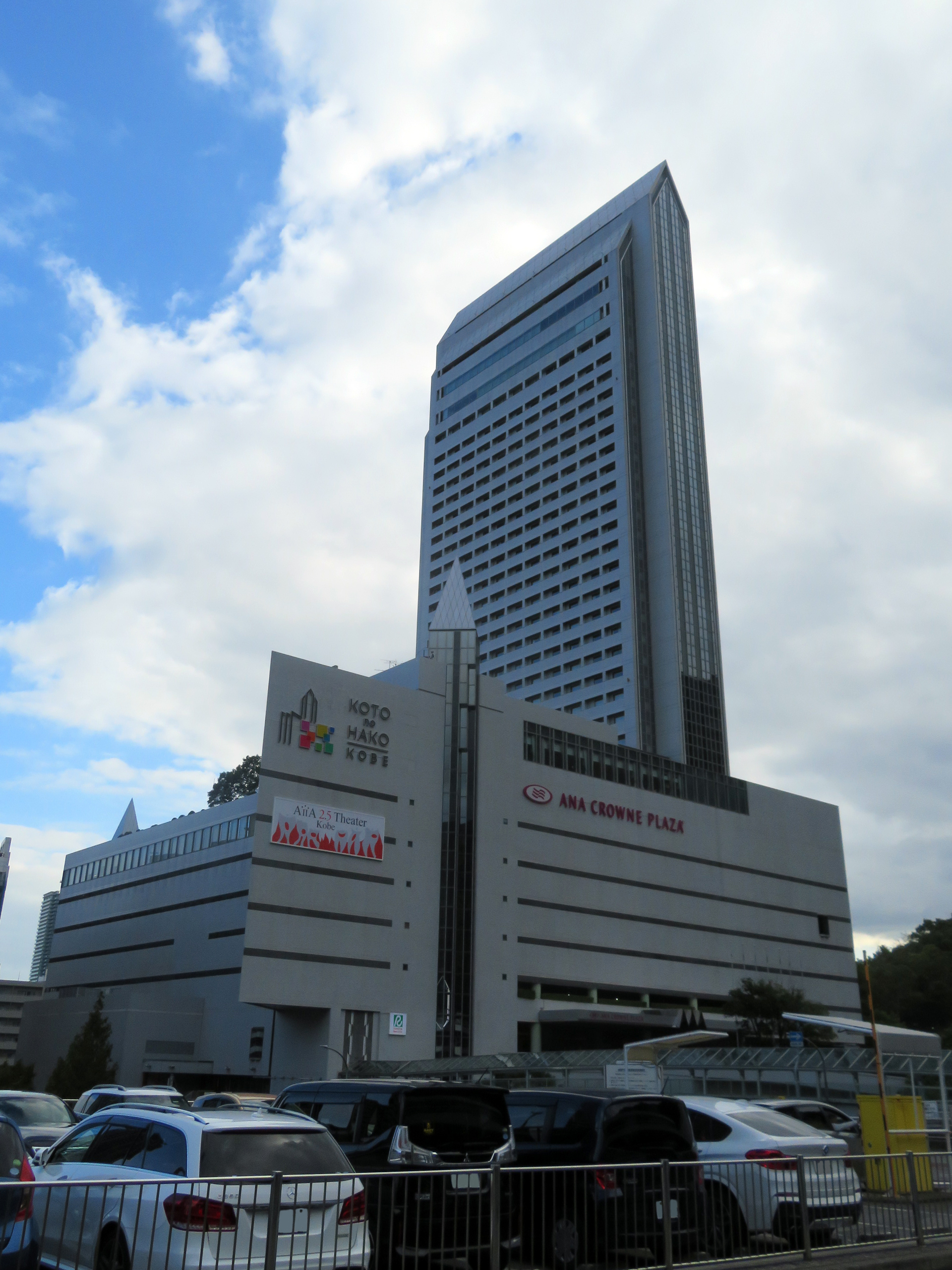
ANAクラウンプラザホテル神戸
【経営】株式会社新神戸ホールディング 【運営】IHG・ANA 【契約】マネジメント
2010年（平成22年）1月20日に「クラウンプラザ神戸」（旧:新神戸オリエンタルホテル）よりリブランド。
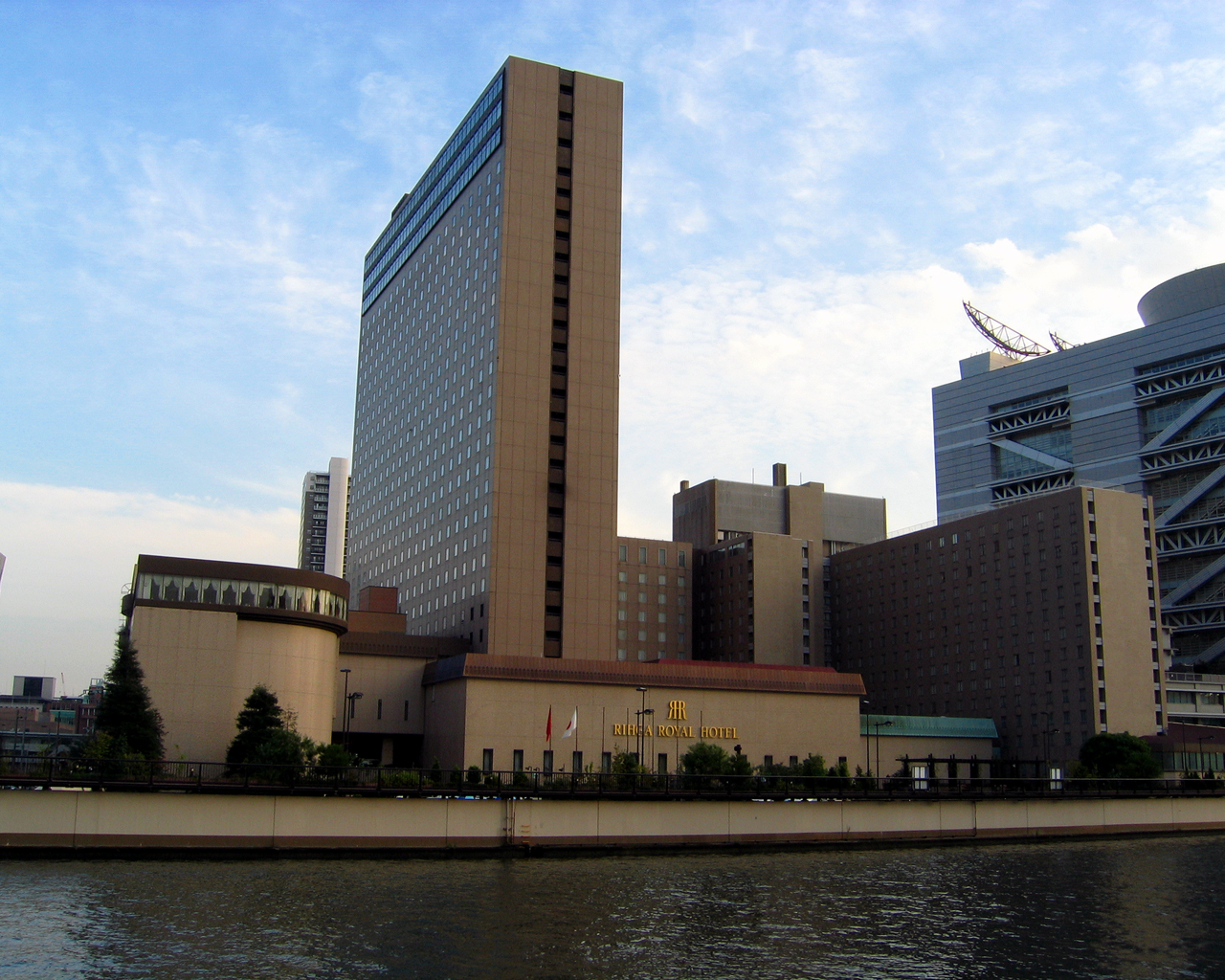
ホリデイ・イン大阪難波
【経営/運営】オーダブリュー・ホテル・オペレーションズ（ホテルマネージメントジャパン傘下）【契約】フランチャイズ
2008年（平成20年）4月開業。2016年（平成28年）11月1日に「ホテルビスタグランデ大阪」よりリブランド[PR 10]。
- ホリデイ・イン＆スイーツ新大阪
【経営/運営】新大阪ホスピタリティ合同会社 (パシフィカ・キャピタル傘下) 【契約】フランチャイズ
2020年 (令和2年) 10月1日に「オークウッドホテルズ＆アパートメンツ新大阪」よりリブランド
- ホリデイ・イン エクスプレス大阪シティセンター御堂筋
【経営】BPEAリアルエステート 【運営】IHG・ANA 【契約】マネジメント
2021年 (令和3年) 12月15日に開業。閉鎖されたThe b 大阪御堂筋の跡地に居抜きで入居。
- voco大阪セントラル
【経営】UDホスピタリティマネジメント 【運営】IHG・ANA 【契約】マネジメント
大阪市西区に2023年5月30日開業[PR 11]。日本では初のvocoブランドとなる。
- リーガロイヤルホテル大阪 ヴィニェットコレクション
【経営】ベントール・グリーンオーク 【運営】ロイヤルホテル 【契約】フランチャイズ
2023年6月30日に加盟[PR 12][7]。2025年の改装完了と共に国内では初となるヴィニェット コレクションホテル「リーガロイヤルホテル大阪 ヴィニェット コレクション」となった。
- シックス・センシズ京都東山　(京都府京都市)
【経営】ワールド・ブランズ・コレクション ホテルズ＆リゾーツ【運営】IHG Japan Management 合同会社 【契約】マネジメント
不動産投資企業のウェルス・マネジメントと投資会社キーストーン・パートナースが共同出資する株式会社ホテルWマネジメント（当時。2022年4月に現社名のワールド・ブランズ・コレクション ホテルズ＆リゾーツ株式会社に変更）が京都市東山区のホテル東山閣(2019年12月営業終了)跡地を開発[PR 13]。2024年4月23日開業。
- ガーナーホテル大阪本町駅
【経営】特定目的会社7C 【運営】アゴーラ ホスピタリティーズ 【契約】フランチャイズ
旧ホテルWBF本町。2025年1月16日開業。
- ガーナーホテル大阪本町御堂筋
【経営】特定目的会社7C 【運営】アゴーラ ホスピタリティーズ 【契約】フランチャイズ
旧ホテルWBF北船場EAST。2025年1月16日開業。
- ガーナーホテル大阪本町北船場
【経営】特定目的会社7C 【運営】アゴーラ ホスピタリティーズ 【契約】フランチャイズ
旧ホテルWBF北船場WEST。2025年1月16日開業。

- インターコンチネンタルホテル大阪
- ANAクラウンプラザホテル大阪
- ANAクラウンプラザホテル神戸
- リーガロイヤルホテル大阪 ヴィニェットコレクション

#### 中国

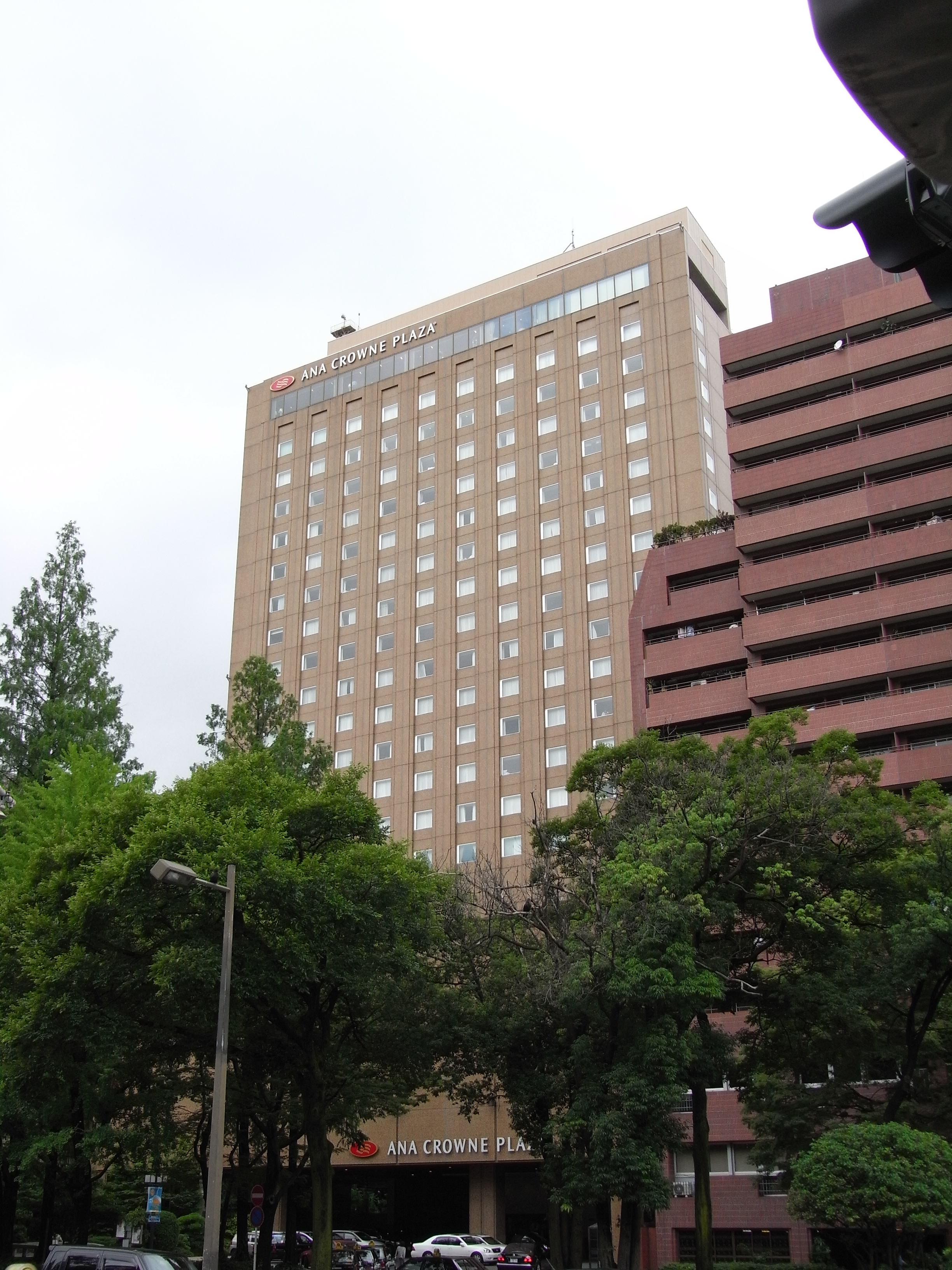
ANAクラウンプラザホテル広島

- ANAクラウンプラザホテル米子
【経営/運営】ホテルマネージメント米子【契約】フランチャイズ
2003年（平成15年）6月開業。2017年（平成29年）10月1日に「米子全日空ホテル」からリブランド。
- ANAクラウンプラザホテル岡山
【経営】株式会社レイ 【運営】IHG・ANA 【契約】マネジメント
2005年（平成17年）8月27日開業。2015年（平成27年）9月1日に「岡山全日空ホテル」からリブランド。
- ANAクラウンプラザホテル広島
【所有】星野リゾート・リート投資法人　【経営】ホライズン・ホテルズ（星野リゾートグループ） 【運営】IHG・ANA 【契約】マネジメント
1983年（昭和58年）9月に開業。2007年（平成19年）12月3日に「広島全日空ホテル」からリブランド。

#### 四国
- ANAクラウンプラザホテル松山
【経営/運営】松山総合開発 【契約】フランチャイズ
2018年11月1日に「松山全日空ホテル」からリブランド。これにより「全日空ホテル」ブランドは44年の歴史に幕を閉じた。

#### 九州

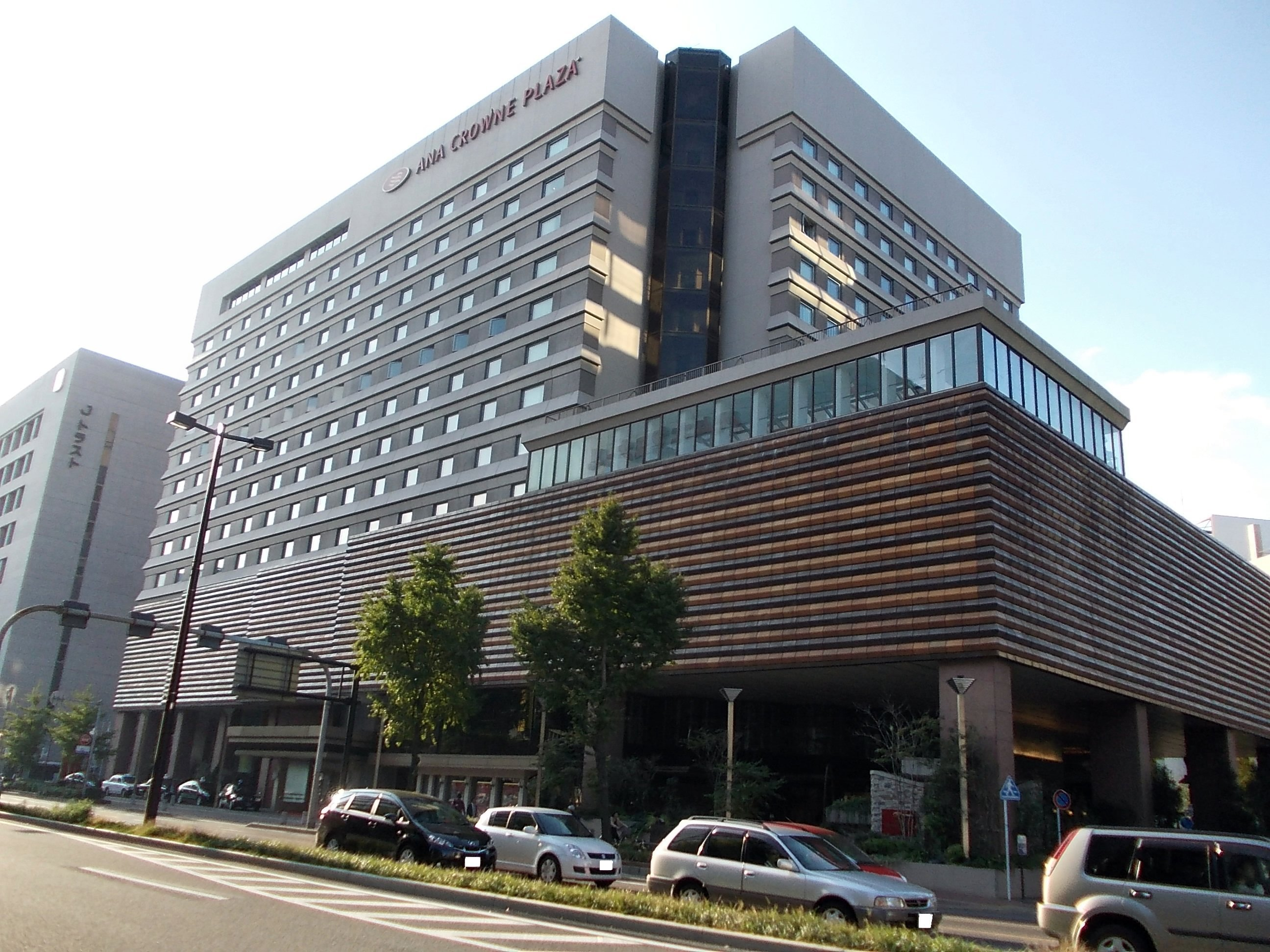
ANAクラウンプラザホテル福岡
【所有】福岡地所　【経営】株式会社ホライズン・ホテルズ（星野リゾートグループ） 【運営】IHG・ANA 【契約】マネジメント
2008年（平成20年）12月4日に「博多全日空ホテル」よりリブランド。
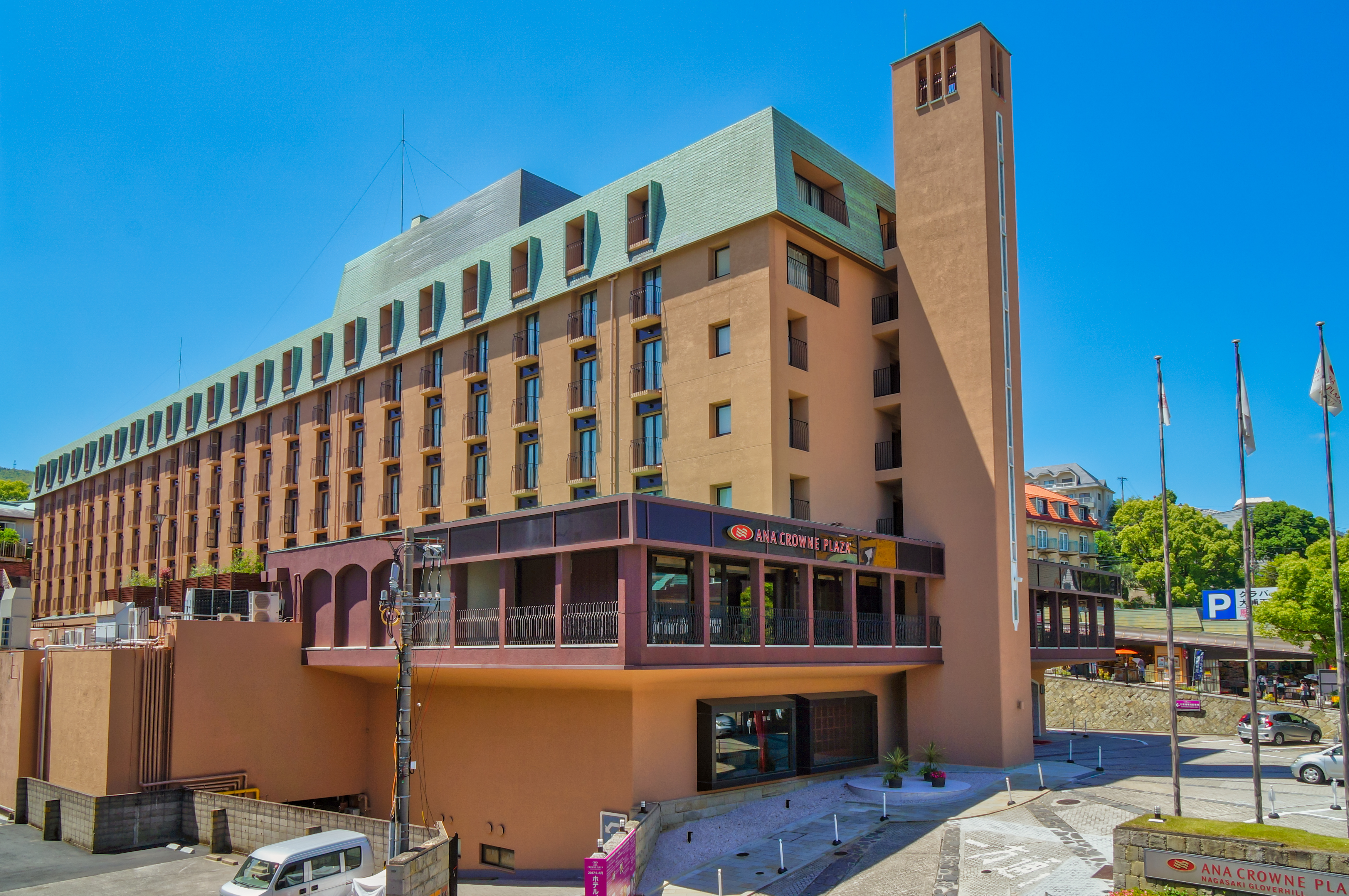
ANAクラウンプラザホテル長崎グラバーヒル
【経営/運営】株式会社グラバーヒル 【契約】フランチャイズ
※旧長崎東急ホテル
2012年（平成24年）1月23日に「長崎全日空ホテルグラバーヒル」よりリブランド[PR 14]。
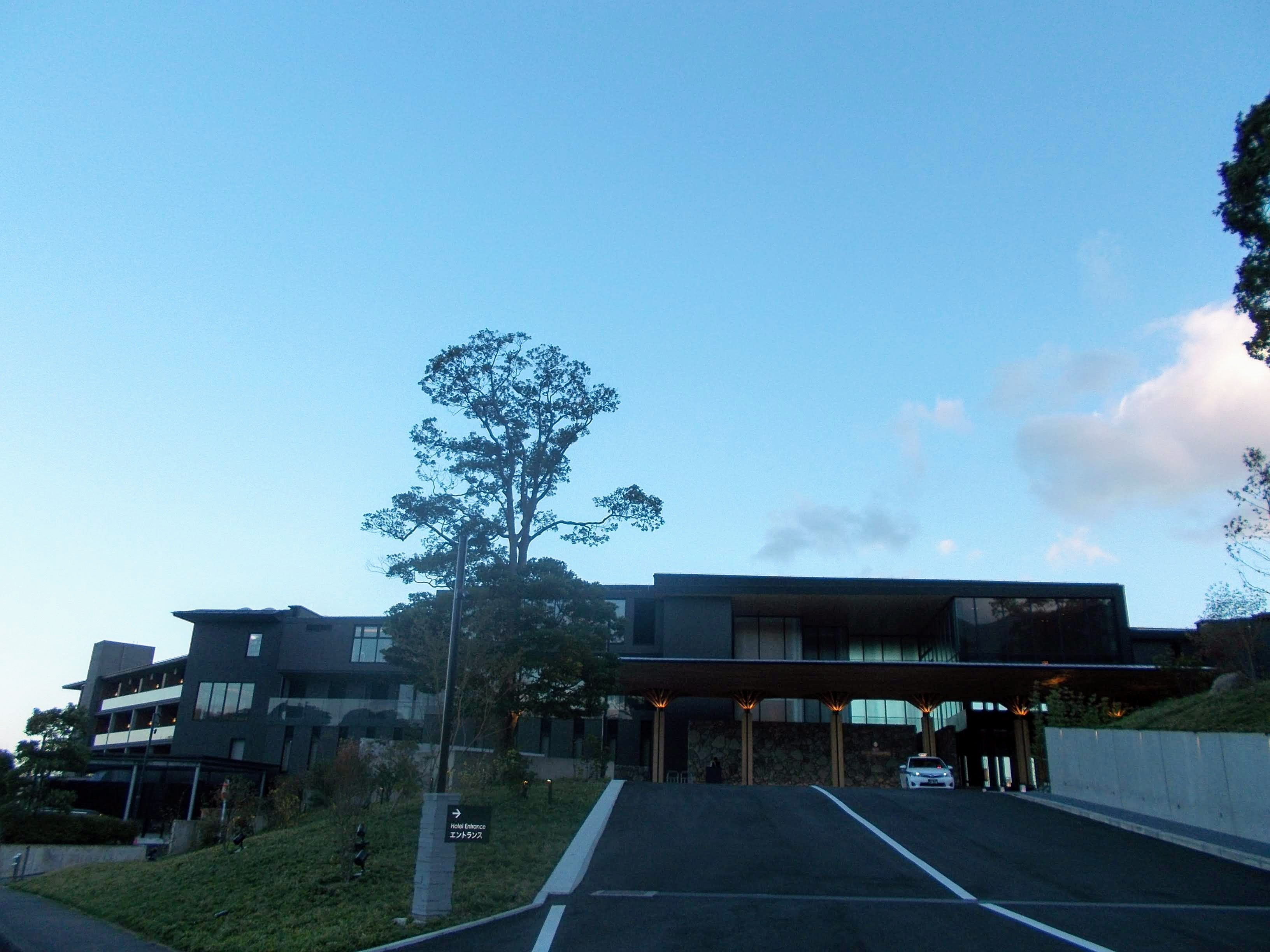
ANAインターコンチネンタル別府リゾート&スパ（2019年8月1日開業）
【所有/経営】東京センチュリー 【運営】IHG・ANA　【契約】マネジメント
別府八湯の1つである明礬温泉近くの高台に開業のホテル[8]。89室を備え、インフィニティプールや露天風呂、温泉施設などを備えたラグジュアリーリゾート。
開業時は経営はGHS株式会社だったが、2022年10月1日付けで経営が施設所有者である東京センチュリーに移管され、所有と経営が一体化された。
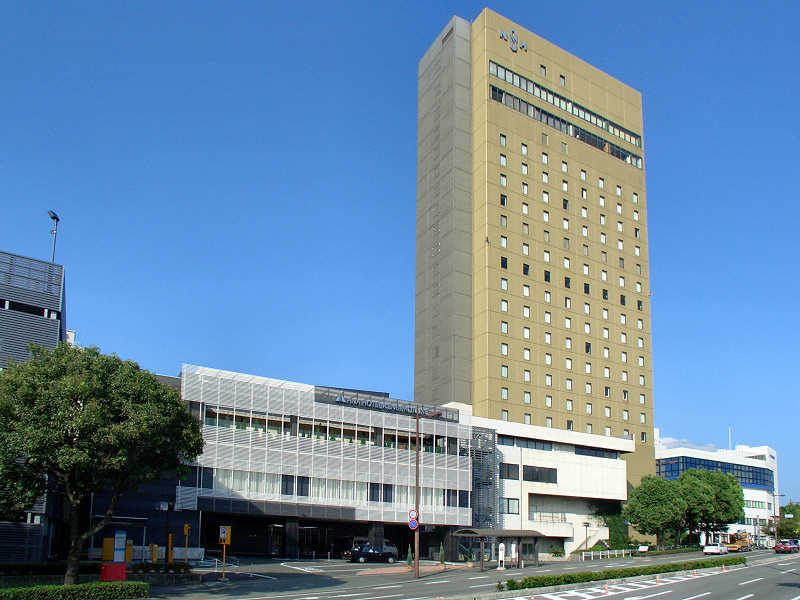
ANAクラウンプラザホテル熊本ニュースカイ
【経営/運営】株式会社ニュースカイホテル 【契約】フランチャイズ
2014年（平成26年）4月16日に「熊本全日空ホテルニュースカイ」よりリブランド。
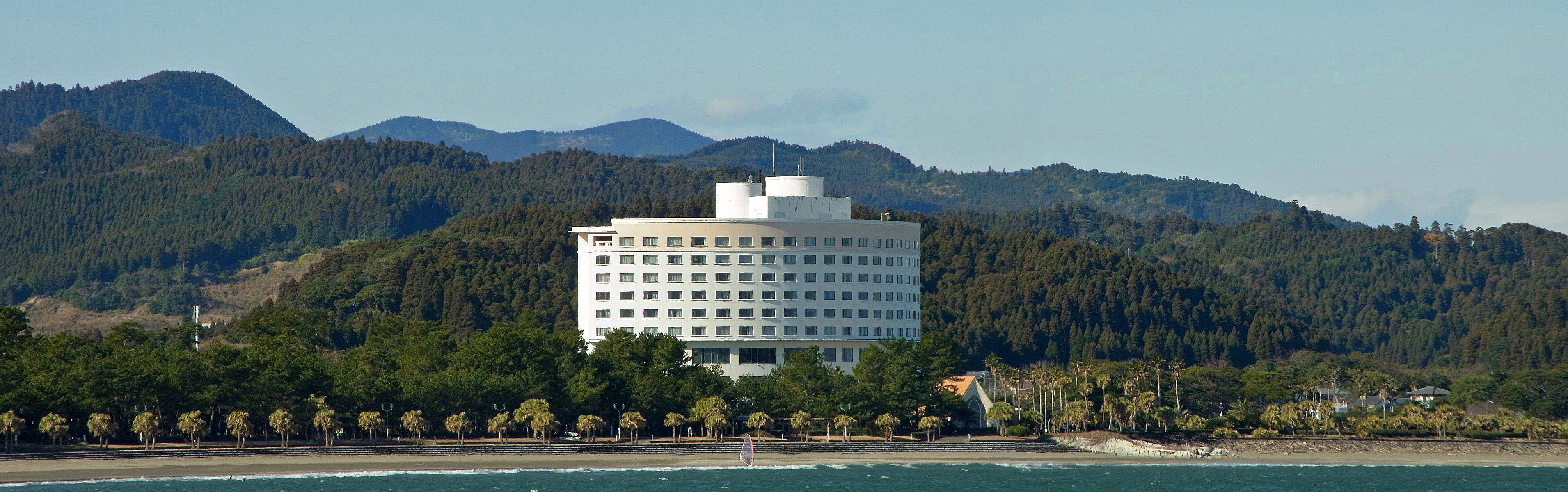
ANAホリデイ・イン リゾート宮崎
【経営】青島リゾート株式会社（宮崎交通グループ）  【運営】IHG・ANA【契約】マネジメント
1996年（平成8年）7月開業。2013年（平成25年）7月16日に、IHG・ANA・ホテルズグループジャパン合同会社とのフランチャイズ契約を締結し、「青島パームビーチホテル」よりリブランド[PR 15]。国内初のホリデイ・インリゾートブランド。
- ホテルインディゴ長崎グラバーストリート　(長崎県長崎市)
長崎県長崎市に2024年12月13日開業。森トラストとパートナーシップを締結した初のホテルとなる[PR 16]。また、西日本では初のホテルインディゴブランドともなる。

- ANAクラウンプラザホテル福岡
- ANAクラウンプラザホテル長崎グラバーヒル
- ANAインターコンチネンタル別府リゾート＆スパ
- ANAクラウンプラザホテル熊本ニュースカイ
- ANAホリデイ・イン リゾート宮崎

#### 沖縄

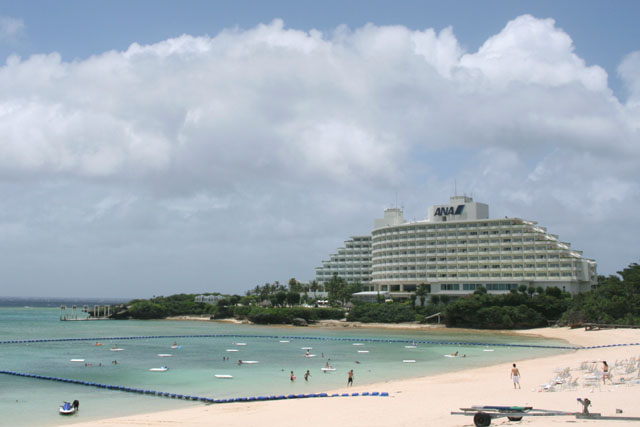
万座ビーチホテル&リゾート

ANAインターコンチネンタル石垣リゾート

- ANAインターコンチネンタル万座ビーチリゾート
【経営】ザ・ホテリエ・グループ万座株式会社 【運営】IHG・ANA 【契約】マネジメント
2009年（平成21年）4月1日に万座ビーチホテル&リゾートからリブランド。
- ANAインターコンチネンタル石垣リゾート
【経営】ザ・ホテリエ・グループ石垣株式会社 【運営】IHG・ANA 【契約】マネジメント
2009年（平成21年）4月1日に石垣全日空ホテル&リゾートからリブランド。

### ミクロネシア
- クラウンプラザリゾート グアム
【経営】Tan Holdings 【運営】IHG・ANA 【契約】マネジメント
- クラウンプラザリゾート サイパン
【経営】Asia Pacific Hotels Inc. 【運営】IHG・ANA 【契約】マネジメント

### 韓国
現在はIHG・ANAは韓国のホテルとは無関係
- インターコンチネンタル グランドソウル パルナス
【経営】Parnas Hotel Co., Ltd【運営】IHG 【契約】マネジメント
※1999年（平成11年）12月までの名称はインターコンチネンタル ソウル
※2011年（平成23年）3月までの名称はグランド インターコンチネンタル ソウル
- インターコンチネンタル COEX ソウル
【経営】Parnas Hotel Co., Ltd【運営】IHG 【契約】マネジメント

### 新規オープン予定
- ANAインターコンチネンタル美らSunリゾート　(沖縄県豊見城市)
【経営】CHC Ryukyu 【運営】IHG・ANA 【契約】マネジメント
　2025年度開業予定。台湾嘉新セメントグループが那覇空港至近の豊崎海浜公園周辺に建設する。[PR 17]
- シックス・センシズ箱根強羅　(神奈川県箱根町)
【経営】ワールド・ブランズ・コレクション ホテルズ＆リゾーツ【運営】IHG Japan Management 合同会社 【契約】マネジメント
[PR 18]
- シックス・センシズ北海道ニセコ　(北海道虻田郡倶知安町)
【経営】ワールド・ブランズ・コレクション ホテルズ＆リゾーツ【運営】IHG Japan Management 合同会社 【契約】マネジメント
[PR 19]
- リージェント京都 (京都府京都市左京区)
左京区岡崎の料亭を改修して2027
年に開業する計画がある。料亭の岡崎つる家は吉田五十八の設計による近代数寄屋建築で、1928年に昭和天皇の即位の礼に合わせて開業した。植熊による池泉回遊式庭園は琵琶湖疏水から引いた水を利用している。[9]
- インターコンチネンタル札幌　(北海道札幌市)
アクサ生命保険が札幌で進めている「アクサ札幌中島公園プロジェクト（ライラックスクエア）」の上層階に入居し、2025年10月1日[10]に開業予定。札幌では初の外資系ラグジュアリーホテルとなる[PR 20]。
- voco広島
【経営】サムティ【運営】IHG・ANA 【契約】マネジメント
サムティがIHG・ANAと初めて運営受託契約を締結したホテル[PR 21]。2027年開業予定。vocoブランドとしてはvoco大阪セントラルに次いで2件目となる。
- ANAクラウンプラザホテル浜松
【経営/運営】ホテルマネージメントインターナショナル 【契約】フランチャイズ
現ホテルクラウンパレス浜松。2024年8月に、IHGとホテルマネージメントインターナショナルと戦略的リブランド提携を結び、同社運営の3ホテルをANAクラウンプラザホテルにリブランドする予定[11]。
- ANAクラウンプラザホテル知立
【経営/運営】ホテルマネージメントインターナショナル 【契約】フランチャイズ
現ホテルクラウンパレス知立。2026年度にリブランド予定[11]。
- ANAクラウンプラザホテル高知
【経営/運営】ホテルマネージメントインターナショナル 【契約】フランチャイズ
現ホテルクラウンパレス新阪急高知。2026年度にリブランド予定[11]。
- ザ・ウィンザーホテル洞爺 ヴィニェット コレクション
【経営/運営】明海グループ  【契約】フランチャイズ
現ザ・ウィンザーホテル洞爺 リゾート&スパ。2025年にリブランド予定。ヴィニェット コレクションはリーガロイヤルホテル大阪 ヴィニェット コレクションに次いで日本では2例目。
- ANAホリデイ・インリゾート軽井沢
【経営】鹿島建設 【運営】IHG・ANA 【契約】マネジメント
現プレジデントリゾート軽井沢。2025年にリブランド予定。
- ANAクラウンプラザリゾート沖縄うるまヒルズ
【経営】BHR沖縄マネジメント 【運営】IHG・ANA 【契約】マネジメント
現アンサ沖縄リゾート。2025年にリブランド予定。

### 過去に営業・提携していたホテル
全日空ホテルズではないインターコンチネンタルホテルズグループ傘下のホテル（ホリディ・イン等）については
- ANAクラウンプラザホテル稚内
【経営】稚内観光開発株式会社 【運営】IHG・ANA 【契約】マネジメント
1994年（平成6年）4月に「稚内全日空ホテル」として開業。2014年（平成26年）4月23日にANAクラウンプラザホテル稚内にリブランド[PR 22]。2018年（平成30年）12月31日の契約終了を以て離脱し、翌2019年（平成31年）1月1日より「サフィールホテル稚内」として営業。
- 函館ハーバービューホテル
【経営/運営】函館ハーバービューホテル 【契約】フランチャイズ
ハーバービュー社は2007年（平成19年）3月30日付でソラーレ ホテルズ アンド リゾーツに買収されて傘下となり、同年7月31日付でIHG・ANAグループの加盟契約を解消。翌4月24日からホテル名を「ロワジールホテル函館」に、ハーバービュー社の商号を「株式会社SHR函館」にそれぞれ改称した。
2016年（平成28年）9月1日からはスターウッド・ホテル&リゾートと契約し「フォーポイントバイシェラトン函館」として営業。
- ホテルキャッスル（山形市 フランチャイズ）
山形三菱自動車販売を中心とする「八千代グループ」により設立・運営。山形空港へのANA定期便就航がなくなった2002年10月～2003年3月頃の間に提携解消。その後2007年（平成19年）にケン・コーポレーションへ売却され運営は存続。しかし、建物老朽化により2023年（平成5年）12月末で閉館することになった[12]。
- 万代シルバーホテル
【経営/運営】シルバーホテル（新潟交通グループ）【契約】フランチャイズ
前述のホテル新潟がIHG・ANAグループと契約してリブランドしたことなどから、2009年（平成21年）3月31日のフランチャイズ契約終了を以て同グループから離脱した。離脱後も同一名称のまま引き続き新潟交通グループの運営によって存続しており、2012年（平成24年）4月1日から阪急阪神第一ホテルグループに加盟した。なお、新潟交通は新潟県内における全日空の総代理店として一部の業務を代行している。
- 全日空ゲートタワーホテル大阪
【経営】大阪りんくうホテル 【運営】IHG・ANA 【契約】マネジメント
2011年（平成23年）6月30日をもって閉館、同日をもってマネジメント契約[PR 23]、及び運営受託契約[PR 24]を終了した。2011年7月12日に別会社運営の「スターゲイトホテル関西エアポート」として再オープンしている。
- ANAクラウンプラザホテル宇部
【経営/運営】ユービーイーホテルズ 【契約】フランチャイズ
1983年（昭和58年）開業。2011年（平成23年）12月1日に「宇部全日空ホテル」からリブランド[PR 25]。コロナ禍における業績悪化や建物の老朽化を理由として、2024年（令和6年）3月31日をもって営業を終了した[13]。ホテルが入る宇部興産ビルは広島市に本社を置く不動産会社・みどりホールディングスが取得したが、後継の運営会社およびホテルとしての営業再開時期は未定[13]。
- 全日空ホテルクレメント高松
【経営/運営】ジェイアール四国ホテル開発 【契約】フランチャイズ
※2012年（平成24年）3月31日の契約終了をもって離脱し、翌4月1日より「JRホテルクレメント高松」に改称[PR 26]。
- ハウステンボスジェイアール全日空ホテル
【経営/運営】ジェイアール九州ハウステンボスホテル 【契約】フランチャイズ
※ハウステンボスという場所柄、アムステルダム中央駅をイメージした大規模なホテル
※2012年（平成24年）3月31日の契約終了をもって離脱し、翌4月1日より「ホテルオークラJRハウステンボス」に改称[PR 26]。
- 大分全日空ホテル オアシスタワー
【経営/運営】エフ・ティー・シーホテル開発 【契約】フランチャイズ
※2012年（平成24年）3月31日の契約終了をもって離脱し、翌4月1日より「大分オアシスタワーホテル」に改称[PR 26]。2017年（平成29年）12月に「ホテル日航大分 オアシスタワー」となる。
- ANAクラウンプラザホテル沖縄ハーバービュー
【経営】ザ・ホテリエ・グループ株式会社 【運営】IHG・ANA 【契約】マネジメント
1975年（昭和50年）に「沖縄ハーバービューホテル」として開業。2007年（平成19年）に「沖縄ハーバービューホテルクラウンプラザ」となり、2013年（平成25年）2月1日に「ANAクラウンプラザホテル沖縄ハーバービュー」に変更。2019年（令和元年）7月11日をもって契約終了して離脱、翌7月12日より開業当初の「沖縄ハーバービューホテル」へと再度リブランドした。
- ラグナガーデンホテル
【経営/運営】(株)ラグナガーデンホテル 【契約】フランチャイズ
※2013年（平成25年）4月1日に契約を終了し、離脱[PR 27]。
- ANAハーバーグランドホテルシドニー
【経営/運営】ANA Holding Pty Ltd（100%子会社）
※1992年（平成4年）12月1日、オーストラリア・シドニー中心部のサーキュラー・キーに開業。1999年（平成11年）3月に全日空が自社運行によるオーストラリア路線から撤退し、その後2001年（平成13年）9月に関空-シドニー間をコードシェア運航していたアンセット・オーストラリア航空が倒産したことに伴い同年11月末全日空シドニー営業所が閉鎖となった[14]後もホテル経営を続けていたが、2002年8月、運営子会社の株式売却を決定[PR 28]、2003年7月、同ホテル跡にシャングリ・ラ・ホテル・シドニーが開業し、2012年現在も営業中。

### 広報資料・プレスリリースなど一次資料
1. ↑  ANAホールディングス株式会社 2021/3期 有価証券報告書 p.11
2. ↑  “ANAホリデイ・イン札幌すすきの、2014年4月21日（月）にリブランドオープン”.   IHG・ANA・ホテルズグループジャパン (2014年4月21日). 2014年7月2日時点のオリジナルよりアーカイブ。2014年9月12日閲覧。
3. ↑  “2022 年 2 月 25 日、ANA インターコンチネンタル安比高原リゾート、本日開業” (PDF).   ANA IHG Hotels (2022年2月25日). 2023年1月7日閲覧。[リンク切れ]
4. ↑  インターコンチネンタルホテルズグループ（IHG） 日本初上陸のラグジュアリー・ブティックホテル・ブランドとなる「キンプトン東京・新宿」を2020年開業 IHG 2018年7月19日
5. ↑  “2020年春、国内2軒目となるホリデイ・インリゾートを黒部ダム・白馬エリアに開業”.   IHG (2019年4月3日). 2019年5月9日時点のオリジナルよりアーカイブ。2019年5月9日閲覧。
6. ↑  『名鉄犬山ホテルを再開発、中部圏初「ホテルインディゴ」開業 ～インターコンチネンタルホテルズグループと提携～』（PDF）（プレスリリース）名古屋鉄道、2018年6月4日。オリジナルの2018年6月5日時点におけるアーカイブ。2018年6月25日閲覧。
7. ↑  “都心からわずか1時間の非日常リゾート「ホテルインディゴ軽井沢」が2022年2月17日開業” (PDF).   ホテルインディゴ軽井沢 (2022年2月17日). 2023年1月7日閲覧。
8. ↑  “【ホリデイ・イン大阪難波】2016年11月1日（火）にリブランドオープン”.   dot. (2016年11月1日). 2016年12月26日時点のオリジナルよりアーカイブ。2016年12月26日閲覧。
9. ↑  『IHGホテルズ&リゾーツ、プレミアムホテルブランドvocoの日本初進出を発表　2023年に「voco大阪セントラル」を開業』（プレスリリース）IHG・ANA・ホテルズグループジャパン、2022年6月22日。2022年6月30日閲覧。
10. ↑  日本初の「ヴィニェット コレクション」誕生に向けて、リーガロイヤルホテル（大阪）がIHG ホテルズ&リゾーツに加盟  - IHG・ANA・ホテルズグループジャパン 2023年7月18日（2023年8月10日閲覧）
11. ↑  『当社連結子会社 株式会社ホテルWマネジメントとIHG Japan Manegement 合同会社(インターコンチネンタル・ホテルズ・グループ)との ホテル運営委託契約締結に関するお知らせ』（PDF）（プレスリリース）ウェルス・マネジメント株式会社、2020年2月10日。2021年3月2日閲覧。
12. ↑  “ANAクラウンプラザホテル長崎グラバーヒル、1月23日より営業開始 国内で13軒目のANAクラウンプラザホテルとして、国内ネットワーク拡大へ”.   IHG・ANA・ホテルズグループジャパン. 2012年3月14日時点のオリジナルよりアーカイブ。2012年1月26日閲覧。
13. ↑  “リブランドについてのご案内”.   青島リゾート. 2014年7月1日時点のオリジナルよりアーカイブ。2016年8月21日閲覧。
14. ↑  IHGホテルズ＆リゾーツ、森トラスト株式会社とパートナーシップ契約を締結　2024年、「ホテルインディゴ長崎グラバーストリート」を開業  - IHG・ANA・ホテルズグループジャパン 2023年5月24日（2023年5月25日閲覧）
15. ↑  『美らSUNビーチエリアに沖縄県内3軒目となるインターコンチネンタルが2023年に開業』（PDF）（プレスリリース）IHG・ANA・ホテルズグループジャパン合同会社、2019年9月11日。2021年3月2日閲覧。[リンク切れ]
16. ↑  『当社連結子会社 株式会社ホテルWマネジメントとIHG Japan Manegement 合同会社(インターコンチネンタル・ホテルズ・グループ)との ホテル運営委託契約締結に関するお知らせ』（PDF）（プレスリリース）ウェルス・マネジメント株式会社、2020年12月8日。2021年3月2日閲覧。
17. ↑  『当社連結子会社 株式会社ホテルWマネジメントとIHG Japan Manegement 合同会社(インターコンチネンタル・ホテルズ・グループ)との ホテル運営委託契約締結に関するお知らせ』（PDF）（プレスリリース）ウェルス・マネジメント株式会社、2020年12月22日。2021年3月2日閲覧。
18. ↑  IHGホテルズ＆リゾーツ、2025年秋に「インターコンチネンタル札幌」を開業 - IHG・ANA・ホテルズグループジャパン 2023年5月18日（2023年5月25日閲覧）
19. ↑  IHGホテルズ＆リゾーツ、サムティ株式会社と運営受託契約を締結 2027年、「voco 広島」を開業 - IHG・ANA・ホテルズグループジャパン 2024年3月27日（2024年3月28日閲覧）
20. ↑  『ANA クラウンプラザホテル稚内、4 月 23 日(水)より営業開始』（PDF）（プレスリリース）ANAクラウンプラザホテル稚内、2014年4月23日。2014年4月24日[リンク切れ]閲覧 エラー: 閲覧日が正しく記入されていません。。
21. ↑  全日空ゲートタワーホテル大阪の送客業務提携契約終了のお知らせ IHG・ANA・ホテルズグループジャパン 2011年7月1日[リンク切れ]
22. ↑  全日空ゲートタワーホテル大阪の運営受託契約終了のお知らせ IHG・ANA・ホテルズグループジャパン 2011年（平成23年）6月30日[リンク切れ]
23. ↑  “ANAクラウンプラザホテル宇部、12月1日より営業開始 国内で12軒目のANAクラウンプラザホテルとして、国内ネットワーク拡大へ”.   IHG・ANA・ホテルズグループジャパン (2011年12月1日). 2012年1月28日時点のオリジナルよりアーカイブ。2012年1月26日閲覧。
24. 1 2 3  フランチャイズ契約終了のお知らせ IHG・ANA・ホテルズグループジャパン 2011年10月31日[リンク切れ]
25. ↑  フランチャイズ契約終了のお知らせ IHG・ANA・ホテルズグループジャパン 2012年12月25日[リンク切れ]
26. ↑  ANAハーバーグランドホテルシドニー 売却に向け契約締結 ANA NEWS 2002年8月8日付